# Добри Палиев
Добри Добрев Палиев е виден български перкусионист, композитор и педагог, професор. Смятан е за перкусионист номер едно и основател на българската школа по ударни инструменти.

## Биография
Добри Палиев е роден на 20 април 1928 г. в Перник в семейството на Милде Палиева и Добри Добрев. Израства в Шумен, където родителите му се преместват, тъй като имат пивоварна в този град.
Започва да се занимава с музика от ранна възраст, пее в хор, на седем години пробва да свири на акордеон, а впоследствие тромпет и китара, на 14 години се насочва към ударните инструменти, като ученик има възможност да свири в група, наречена „Джазът на амбициозните“. По примера на брат си Отокар Палиев (цигулар в „Софийски солисти“) завършва Държавната музикална академия, но със специалност ударни инструменти при Иван-Манто Загорски – популярен музикант и тимпанист в Софийската опера. Палиев работи като преподавател в музикалното училище, а по-късно и в Музикалната академия, когато И. Загорски е освободен по политически причини.
- Д. Палиев развива широка концертна дейност главно с трио „Тинко Станчев“ (което се състои от ксилофон, пиано и акордеон) както в България, така и в редица европейски страни, също така дълги години работи като тимпанист в Оркестъра на Националното Радио.
- Той е първият български изпълнител, занимаващ се с барабани и перкусии, който получава научна степен доктор и професор по ударни инструменти.
- Пише за почти всички основни ударни инструменти както соло, така и с акомпанимент на пиано, етюди, пиеси, камерни произведения за перкусионен ансамбъл, театрална и филмова музика.
- Създава собствен метод на преподаване, важен момент от които е например принципът за амбидекстрия /изравняването на лявата ръка по сила и сръчност с дясната/, редуването на ръцете, апликатурата при свирене на тимпани и др.
- Изработва си собствен ксилофон както и различни малки инструментчета /най-често идиофонни/ както и насърчава учениците си в тази посока. Участва в настройването на камбаните в комплекса „Знаме на мира“ както и пише произведение за тях, което нарича „Концерт за камбани“, настройва своята колекция от метални и дървени клепала в хроматичен вид, както и различни звънци.
- През 1972 година защитава дисертация за присъждане на научна степен „кандидат на изкуствознанието“ с труда си „Методика на обучението по ударни инструменти“.
- Внася първия вибрафон в България.
- Неговата докторска дисертация е публикувана през 1986 година в популярен вид под заглавието „Камбани, клепала и овчарски звънци в България“, като книгата съдържа не само снимки и информация за камбаните и клепалата, а и аудио запис на съответните в резултат на научната му експедиция из цялата страна, при която обикаля всички църкви и манастири.
- През 1976 година създава свой собствен камерен перкусионен ансамбъл по подобие на така наречените „Страсбургски перкусионисти“ /първият професионален перкусионен ансамбъл в Европа/. Ансамбълът, който Палиев ръководи, е наречен „Полиритмия“ и се състои само от ударни инструменти. В него вземат участие студенти, завършили Музикалната академия, като и двете му дъщери.
- Проф. Палиев журира множество конкурси за ударни инструменти, като гост лектор преподава в консерваториите в Страсбург и Сейнт Сов – Франция; Хамбург и Виртсбург-Германия; Тесалоники-Гърция; Люксембург, Полша, Русия и др.
- Негови произведения са избирани в програмата на най-престижния конкурс за ударни инструменти в Люксембург First International Competition for Percussion Ensembles-Luxembourg. Има негови публикации във Франция, Германия (издателство Simrock) и в САЩ (издателство Honeyrock). Поддържал е връзки с различни композитори и професори по ударни извън страната, насърчавал е както своите ученици да свирят, така и българските композитори да пишат произведения за ударни инструменти, участва в различни огранизации, като например световната перкусионна организация в САЩ Percussive Arts Society, за която пише две публикации – „Българска ритмика“ и „Ударните инструменти в България.“

- Макар че преди него в Консерваторията е имало още трима преподаватели по ударни, поради своя огормен принос в сферата на ударните, Палиев е наричан от своите ученици и последователи основател на школата по ударни инструменти в България.

Емил Табаков споменава в свое интервю:
| „ | До появата на Палиев ние не знаехме какъв потенциал имат ударните инструменти и че може да се стига до такава виртуозност на тях. | “ |

Jean Paul Vanderishe в статията си „Великите Перкусионисти“ – част от френската енциклопедия „Какво знаем за ударните инструменти“ пише:
| „ | Проф. д-р Д. Палиев свири, композира и преподава ударни инструменти в музикален стил, ценен за цяла Европа. Той развива точно тези човешки качества, които са най-важното нещо за музикалното изкуство. | “ |

## Школи

### Като автор
- Систематичен курс за ударни инструменти
- Метроритмичен буквар
- Систематичен курс за малък барабан
- Систематичен курс за тимпани
- Систематичен курс за забавна, танцова и народна музика /за комплект барабани/
- Школа за тъпан
- Систематичен курс за ксилофон, вибрафон, маримба и глокеншпил
- Ансамблови упражнения за ударни инструменти
- Пиеси за ксилофон

### Като съставител или редактор
- Транскрипции за ксилофон
- Пиеси за ударни инструменти от български композитори /1 и 2-част/
- Виртуозни студии за ударни инструменти

## Книги
- Методика на обучението по ударни инструменти
- Камбани, клепала и овчарски звънци в България

## Композиции
Едни от най-емблематичните произведения на Палиев са:
- Картини от Страсбург /за перкусионен ансамбъл/
- Фолклорни сцени  /за перкусионен ансамбъл/
- Картини от България  /за перкусионен ансамбъл/
- Дяволски танц /тимпани, малък барабан, том-томи, идеофонни инструменти/
- Фолклорна сюита за тимпани /за тимпани/
- Фолклорна сюита за малък барабан /за малък барабан/
- Тринадесет вариации върху „Полегнала е Тудора“ /соло маримба/
- Сюита за тъпан  / за тъпан/
- Студио Търговище-84 /соло за комплект барабани с акомапнимент на пиано/
- Игри и миражи  /пиеси за соло вибрафон/
- Шега  /без музикални инструменти, изпълнителите използват подръчни средства – найлонови торбички, пукане на балони и др./